# Fenriskjeften
Fenriskjeften är ett berg i Antarktis. Det ligger i Östantarktis. Norge gör anspråk på området. Toppen på Fenriskjeften är 1 997 meter över havet, eller 8 meter över den omgivande terrängen. Bredden vid basen är 0,44 km.
Terrängen runt Fenriskjeften är kuperad åt nordost, men åt sydväst är den platt. Trakten är obefolkad. Det finns inga samhällen i närheten. 